# Approbatae Constitutiones
Approbatae Constitutiones este colecția de legi adoptate de Dieta Transilvaniei în timpul Principatului Transilvaniei, prin care au fost reglementate chestiunile legislative din acea vreme. Ea conține hotărârile Dietei adoptate între 1541 - 1653, de la organizarea principatului autonom al Transilvaniei și până la data apariției colecției. 
Aceasta este împărțită în cinci părți privind: dreptul bisericesc, dreptul de stat, dreptul clasei privilegiate, procedura de judecată, mențiuni speciale de drept administrativ. Cuprinde și unele forme de drept obișnuit și chiar concepția din Tripartitumul lui Werböczy. Colecția codifică deplina stăpânire de clasă a nobilimii, având la bază sistemul "religiilor recepte" și al "stărilor privilegiate", cât și legarea de glie a țăranilor.
Colecția următoare de legi este  alcătuită de Compilatae Constitutiones (1653-1669).